# Nototriche macleanii
Nototriche macleanii är en malvaväxtart som först beskrevs av Asa Gray, och fick sitt nu gällande namn av Arthur William Hill. Nototriche macleanii ingår i släktet Nototriche och familjen malvaväxter. Inga underarter finns listade i Catalogue of Life.